# Merlin: Secrets and Magic
Merlin: Secrets and Magic fue una serie documental de la BBC creada para acompañar y complementar la segunda temporada de la serie Merlín. Cada episodio se emitía en BBC Three, inmediatamente después de la emisión del capítulo semanal de Merlín en BBC One, y duraba entre 15 a 16 minutos. De manera similar a Doctor Who Confidential, permite ver el detrás de escenas de cada episodio, con entrevistas con el elenco y el equipo de producción.

## Temporada 1 (2009)
El narrador de la primera temporada fue Greg James, y la productora fue Gillane Seaborne. Cada episodio se emitía en BBC Three, inmediatamente después de la emisión del capítulo semanal de Merlín en BBC One. Aunque Merlin: Secrets and Magic no fue encargada para una segunda temporada, Colin & Bradley's Merlin Quest fue producida para acompañar la tercera temporada de Merlín en su lugar. Colin Morgan y Bradley James, protagonistas de la serie, aparecen en una serie semanal de videos en línea (generalmente de 2 a 4 minutos) publicadas en el sitio oficial de Merlin. En cada episodio, los actores tienen que completar diferentes desafíos y tareas, incluyendo preguntas tanto de tipo personal como sobre el programa y juegos, con bloopers o escenas eliminadas de Merlin mostrados regularmente. El programa fue producido por Ian Smith con Luke Baker como asistente de productor.

## Episodios
| Temporada | Capítulos | Comienzo                 | Final                   |
| --------- | --------- | ------------------------ | ----------------------- |
| Primera   | 13        | 19 de septiembre de 2009 | 19 de diciembre de 2009 |

### Temporada 1: 2009
| Serie | Temporada | Título                                                   |
| ----- | --------- | -------------------------------------------------------- |
| 0     | 0         | «Bienvenido a Camelot (episodio estrenado un día antes)» |
| 1     | 1         | «Tiempo de Merlín»                                       |
| 2     | 2         | «Digno de un Rey»                                        |
| 3     | 3         | «Al lanzamiento de la magia»                             |
| 4     | 4         | «Hecha para ser reina»                                   |
| 5     | 5         | «Trolly Dolly»                                           |
| 6     | 6         | «Fenómeno Con-troll»                                     |
| 7     | 7         | «Cazador de brujos»                                      |
| 8     | 8         | «Un asunto de familia»                                   |
| 9     | 9         | «El trabajo duro y la angustia»                          |
| 10    | 10        | «Tonto amor»                                             |
| 11    | 11        | «La Bella y el Ladrón»                                   |
| 12    | 12        | «La guarida del Dragón»                                  |
| 13    | 13        | «¡Esa es una trampa!»                                    |